# Estácio Coimbra
Estácio de Albuquerque Coimbra (Barreiros, 22 de octubre de 1872 — Río de Janeiro, 9 de noviembre de 1937) fue un abogado y político brasileño.

## Biografía
Hijo de João Coimbra, miembro de una familia modesta de labradores portugueses que vinieron a vivir a Brasil, y Francisca de Albuquerque Belo Coimbra, estudió en la Facultad de Derecho de Recife donde se graduó en 1892. De vuelta a su ciudad natal, pasó a ejercer la abogacía en paralelo a su actividad política. Fundador del Partido Republicano de Barreiros, fue elegido alcalde del municipio en 1894, diputado provincial en 1895, y diputado federal en 1899, cuando ya estaba conectado políticamente con el partido de Rosa e Silva, un veterano político ahora vicepresidente de la República durante el mandato de Campos Sales, entre 1898 y 1902. Su trayectoria señala un hecho curioso en 1907, Estácio Coimbra acumula dos mandatos, el de diputado federal y el de diputado provincial a la vez.
En la calidad de presidente de la Asamblea Legislativa de Pernambuco asume el gobierno estatal entre el 6 de septiembre y el 13 de diciembre de 1911, mientras se celebran nuevas elecciones en razón de la renuncia del gobernador y del rechazo del vicegobernador para sucederlo. Nuevos embates lo llevan también a él a dejar el gobierno. Retornó a la política como diputado federal los años de 1915, 1918 y 1921, siendo elegido vicepresidente de la República en la candidatura de Artur Bernardes, ejerciendo el mandato entre 1922 y 1926 y acumulando el cargo con la función de presidente de Senado Federal. Retornó al gobierno de Pernambuco, donde permaneció de 1926 a 1930, siendo destituido por la irrupción de la Revolución de 1930, cuyo éxito le lleva a abandonar el país con prisas. Embarcó en la playa de Tamandaré con destino al exilio en Europa, en compañía de Gilberto Freyre, entonces su secretario particular. Retornó al país en 1934, ya amnistiado, pero se mantuvo alejado de la política.